# تالمنکا (شهرستان تالمنسکی، سرزمین آلتایی)
تالمنکا (انگلیسی: Talmenka, Talmensky District, Altai Krai) یک شهرک در شهرستان تالمنسکی سرزمین آلتایی کشور روسیه است.